# Smenovekhovstvo

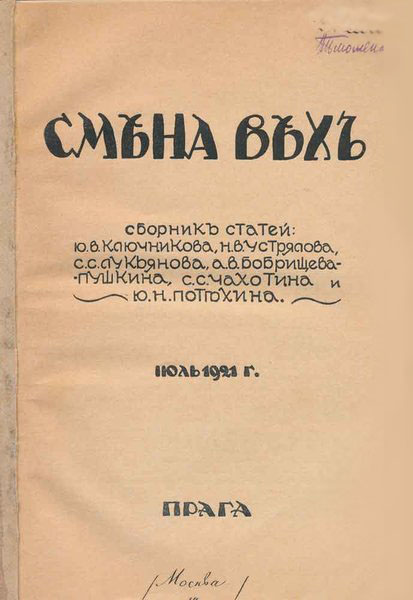
Couverture de la revue Changement de Jalons en juillet 1921.

Le Smenovekhovstvo (en russe : Сменовеховство) est un mouvement idéologique, politique et social de la communauté russe émigrée acquis aux idées nationalistes russes devenus pro-soviétiques (non pas par adhésion au communisme, mais plutôt par le retour de la grandeur de la Russie), formé peu après la création de la revue Smena Vekh (Changement de Jalons) à Prague en octobre 1921. Cette publication tirait son nom de la revue philosophique russe Vekhi (Jalons) Le périodique Smena Vekh disait à ses lecteurs émigrés blancs :

« La guerre civile est définitivement perdue. Pendant longtemps, la Russie a suivi son propre chemin, pas le nôtre... Soit vous reconnaissez cette Russie, haïe par vous tous, soit restez sans la Russie, car une "troisième Russie" par votre les recettes n'existent pas et n'existeront pas ... Le régime soviétique a sauvé la Russie - le régime soviétique est justifié, quel que soit le poids des arguments contre lui... Le simple fait de son existence durable prouve son caractère populaire et son appartenance historique de sa dictature et de sa dureté. »

Les idées de la publication ont rapidement évolué vers le mouvement Smenovekhovstvo , qui a promu le concept d'acceptation du régime soviétique et de la révolution d'octobre de 1917 comme une progression naturelle et populaire du destin de la Russie, quelque chose auquel il ne fallait pas résister malgré les incompatibilités idéologiques perçues avec le léninisme. Smenovekhovstvo a encouragé ses membres à retourner en Russie soviétique, prédisant que l'Union soviétique ne durerait pas et céderait la place à un renouveau du nationalisme russe.
Les premiers succès de la Russie soviétique en politique étrangère ont été salués. Tout au long de sa carrière, Nakanune a été subventionné par le gouvernement soviétique. Alexeï Tolstoï avait fait la connaissance du mouvement à l'été 1921. En avril 1922, il publia une lettre ouverte adressée au chef émigré Nikolaï Tchaïkovski et défendit le gouvernement soviétique pour avoir assuré l'unité de la Russie et pour avoir empêché les attaques des pays voisins, en particulier pendant la guerre polono-soviétique de 1919-1921.

## Histoire
La revue Smena Vekh (octobre 1921-mars 1922) s’adresse à un public de Russes blancs : 
« La guerre civile est définitivement perdue. Pendant longtemps, la Russie a suivi son propre chemin, pas le nôtre ». « Soit reconnaître cette Russie, haïe par chacun d’entre vous, ou demeurer hors de Russie, parce qu’une « troisième Russie » selon votre goût n’existe pas et n’existera jamais ». « Le régime soviétique a sauvé la Russie - le régime soviétique est justifié, quel que soit le poids des arguments contre lui ». « Le simple fait qu’il perdure prouve sa dimension populaire, et la continuité historique de sa dictature et de sa rigueur ».
Les idées développées dans la revue aboutissent bientôt à la formation du mouvement Smenovekhovstvo qui promeut une acceptation du régime soviétique et de la Révolution d’Octobre 1917 comme un mouvement naturel et populaire correspondant au destin de la Russie, une chose à laquelle il est vain de s’opposer, en dépit de ses incompatibilités idéologiques avec le léninisme. Le Smenovekhovstvo encourage ses membres à rentrer en Russie, prédisant que l’Union soviétique ne durerait pas et laisserait la place à un renouveau du nationalisme russe.
Les Smenovekhovtsi sont partisans d’une coopération avec le gouvernement soviétique dans l’espoir que l’État soviétique évolue de nouveau vers un État bourgeois. Une telle coopération est importante pour les Soviétiques, l’ensemble de la diaspora russe blanche représentant 3 millions de personnes. Les dirigeants du Smenovekhovstvo sont pour la plupart d’anciens Mencheviks, des Cadets et, pour un petit nombre, des Octobristes. Nikolaï Vassilievitch Oustrialov (1890-1937) emmène le groupe. Le 26 mars 1922, paraît le premier numéro de Nakanounié (Au réveillon (ru), le journal berlinois des smenovekhovtsi ; les premiers succès de la Russie soviétiques en politique étrangère y sont salués. Tout au long de sa carrière, Nakanounié est subventionné par le gouvernement soviétique. En Russie, le mouvement publie la revue Novaïa Rossiia, rebaptisée Rossiia en août 1922. Alexis Nikolaïevitch Tolstoï se rapproche du mouvement à l’été 1921. En avril 1922, celui-ci publie une lettre ouverte à l’intention du dirigeant émigré Nikolaï Tchaïkovski, dans laquelle il affirme que le gouvernement soviétique assure l’unité de la Russie et la protège des attaques de ses voisins, particulièrement pendant la guerre soviéto-polonaise de 1919-1921.
Sous son influence, de nombreux représentants de l'intelligentsia font le choix de rentrer en Russie. Certains dirigeants du mouvement (Alexandre Bobrichtchev-Pouchkine, Youri Klioutchnikov et Youri Potekhine) occupent des postes à responsabilité au sein de l'État, à leur retour en Russie. Mais un grand nombre de ceux qui font le choix de rentrer au pays connaissent un sort tragique.
Des émigrés conservateurs comme les membres de la ROVS (fondée en 1924) s’opposent au mouvement Smenoveknovstvo, considéré comme une promotion du défaitisme et du relativisme moral, comme une capitulation face aux Bolcheviks et une volonté de chercher un compromis avec le nouveau régime soviétique. À plusieurs reprises, les Smenoveknovtsi sont accusés d’entretenir des liens avec la Guépéou, la police secrète soviétique, qui, de son côté, fait en sorte de diffuser cette opinion au sein de la communauté émigrée. Le dirigeant soviétique Vladimir Ilitch Lénine décrit ainsi le mouvement Smenovekhovstvo en octobre 1921 : « Les Smenovekhovtsi expriment les sentiments de milliers de divers collaborateurs bourgeois ou soviétiques, qui participent de notre nouvelle politique économique ».
D’autres organisations d’émigrés défendent, comme les Smenoveknovtsi, l’idée selon laquelle les émigrés russes devraient accepter comme un fait accompli la révolution. Celles-ci comprennent les Jeunes Russes (Mladorossi (en)) et les Eurasiens (Evraziitsi). Comme pour les Smenovekhovtsi, ces mouvements n’ont pas survécu à la Seconde Guerre mondiale.
Un mouvement favorable à la réconciliation avec le régime soviétique et le retour au pays s’est également développé parmi les émigrés ukrainiens. Celui-ci comprenait des intellectuels prérévolutionnaires parmi les plus éminents comme Mykhaïlo Hrouchevsky (1866-1934) et Volodymyr Vynnychenko (1880-1951). Le gouvernement ukrainien soviétique fonde un journal ukrainien émigré, Nova Hromada, qui paraît à partir de juillet 1923, afin d’encourager cette tendance. Les Soviétiques qualifient ce mouvement de Smena Vekh ukrainien, de même que ses opposants au sein de l’émigration ukrainienne, que le considèrent comme une expression défaitiste de la russophilie petite russe. Pour cette raison, les partisans de cette tendance rejettent l’étiquette de Smenovekhovtsi.

## Principaux dirigeants
- Nikolaï Vassilievitch Oustrialov
- Serge Tchakhotine
- Alexandre Bobrichtchev-Pouchkine
- Youri Veniaminovitch Klioutchnikov (1886-1938)
- Sergueï Loukianov (ru)
- Youri Potekhine